# Autostrasse H2
De Autostrasse H2 is een voormalige 4,5 km lange autosnelweg tussen Liestal en Sissach in Zwitserland. Het is een belangrijke gebiedsontsluitingsweg die Liestal met de A2 verbindt. Op 11 December 2013 werd de weg hernoemd naar A22.